# Jos Albert
Joseph (Jos) Pierre Albert (Brussel, 22 mei 1886 - Ukkel, 8 oktober 1981) was een Belgisch kunstschilder, etser en tekenaar.
In het begin van zijn carrière was hij een vooraanstaand lid van de Brabantse Fauvisten. Daarna werd hij één van de belangrijkste vertegenwoordigers van de "Nieuwe Zakelijkheid" en het "Magisch Realisme" in België.
De "Jos Albertprijs" is naar hem vernoemd.

## Opleiding
Jos Albert moest al op jonge leeftijd mee werken in het bedrijf van zijn vader, die zelfstandig schilder-decorateur was. Hij wou echter kunstschilder worden en daarom mocht hij avondlessen volgen in de Academie voor Schone Kunsten Sint-Joost-ten-Node. 
Zijn ervaring als schilder-decorateur, met onder andere de technieken van imitatie-marmer en -hout, zou later een meerwaarde voor hem als kunstenaar blijken, door zijn precisie, zorg voor het detail en textuur.
Hij volgde van 1908 tot 1915 lessen in het vrije atelier “L’Effort”, waarvan Auguste Oleffe in die periode de bezieler was.  
In 1912 ontving hij de gouden medaille voor "levend model".

## Fauvisme

#### L'Effort
Tot 1910 was hij als kunstschilder vooral actief in het atelier "L'Effort".  In dat jaar kwam zijn talent voor het eerst naar boven met zijn werk “Bloeiende boomgaard".
Hij maakte zijn werken aanvankelijk in een post-impressionistische stijl. Hij stapte echter geleidelijk over naar het fauvisme door zijn nauwe contacten in L'Effort met kunstenaars als Jean Brusselmans, Philibert Cockx, Charles Dehoy, Willem Paerels, Ferdinand Schirren, Edgard Tytgat en Rik Wouters, die later de Brabantse Fauvisten zouden genoemd worden, waarvan hij zelf als een belangrijk vertegenwoordiger zal worden beschouwd.  
Hij sloot aan bij de Brusselse kunstgroepering “Doe stil voort” en kon in 1911 voor het eerst zijn werken exposeren. In 1912 volgde een tweede tentoonstelling, waar hij in contact kwam met Gustaaf De Smet, die hem introduceert bij de "Onafhankelijken".

##### Groot Interieur
In 1913 exposeerde hij voor het eerst in de Galerie Georges Giroux. Het betrof een groepstentoonstelling samen met andere Brabantse Fauvisten.
In 1914 maakte hij “Groot Interieur”, één van de mooiste schilderijen van het Brabantse fauvisme en door zijn formaat het grootste. Het is de volmaakte getuigenis van het “Brabants fauvisme” met kleur als expressiemiddel, maar gedomineerd door een realistische op het perspectief gebaseerde visie. Het is een afbeelding van de intieme huiselijke sfeer met zijn favoriete modellen, zijn echtgenote Louise, waarmee hij in 1908 getrouwd was en zijn zoon Emile. 
Het doek toont duidelijk de invloed van Ferdinand Schirren en Rik Wouters, maar Jos Albert schilderde meer in de stijl van Jean Brusselmans, met een steviger en meer gestructureerd palet. Hij schilderde echter nerveuzer dan Brusselmans, de vormen worden gebroken door gevarieerde rechthoekige toetsen.
In 1914 nam Jos Albert op uitnodiging van Octave Maus deel aan de laatste Salon de la Libre Esthétique in Brussel, samen met verschillende andere Brabantse Fauvisten. Hij had dat jaar ook al op het “Salon de Liège” tentoongesteld.
Een uitnodiging van de "L'Union Internationale des Beaux Arts et des Lettres" in 1914 om te exposeren op de Champs-Elysées betekende het begin van zijn internationale bekendheid.

##### Oorlogsjaren
Tijdens de oorlog kon hij elk jaar één of meerdere malen exposeren bij de Brusselse Galerie Georges Giroux, meestal met andere kunstenaars.
In 1917 kreeg hij in de Galerie Georges Giroux zijn eerste solo-tentoonstelling, met 104 werken. Dit toont aan dat hij op dat moment reeds een grote faam verworven had.
Bij het eindigen van de oorlog werd hij lid van de Cercle des XV, eveneens een initiatief van de Galerie Georges Giroux.

## Kubisme
Na de oorlog wou Jos Albert in Parijs gaan wonen, maar kon daar niet aarden en keerde al na drie maanden terug naar België. Hij werd leraar “marmer en hout” aan het Institut Supérieur de Peinture Van Der Kelen-Logelain in Brussel.
In 1920 kocht hij een huis in de Langeveldstraat in Ukkel, waar hij zijn hele leven zou blijven wonen.
Rond de jaren 1920 ging Albert, onder invloed van zijn vriend André Derain, over naar het kubisme, soms met futuristische neigingen. Deze richting wordt in België ook het constuctivisme genoemd. Zijn palet werd somber met overwegend donkere kleuren.
Het werk "Stilleven met vissen" uit 1922, in bezit van het Musée de Grenoble, is hier een goed voorbeeld van.

## Nieuwe zakelijkheid en Magisch Realisme
Hij nam echter heel snel afstand van deze nieuwe stijl en stapte rond 1922, samen met Anne-Pierre de Kat en Victor Creten, over naar het neo-classicisme, in de stijl van Rubens, Vermeer, Brueghel en Rembrandt. Deze nieuwe trend was ontstaan in Frankrijk en leidde tot verontwaardiging bij een aantal critici zoals Georges Marlier in het tijdschrift Sélection, die ook de Belgen niet spaarde. In 1923 exposeerde de Brusselse galerie "Le Centaure" werken van hem met een nauwgezet realisme in de stijl van de oude Vlaamse meesters, sommige doen denken aan de Vlaamse Primitieven.
In 1929 kreeg hij terug een solo-tentoonstelling bij Galerie Georges Giroux.
Hij schilderde nu in een realistische stijl, met een heel nauwkeurige vormgeving en lijnvoering, tot in het detail en zou dit gans zijn verdere leven blijven doen. Zijn werken behoren tot de "nieuwe zakelijkheid,  maar hij toont de werkelijkheid zoals hij die aan de toeschouwer wil voorstellen, met "bovennatuurlijke" of zelfs "magische" elementen. Jos Albert wordt daarom beschouwd als dé Belgische vertegenwoordiger van het Magisch Realisme, één van de stromingen binnen de Nieuwe Zakelijkheid. Een mooi voorbeeld van de stijlbreuk is zijn werk "L'Intérieur" dat hij in 1924 in zijn nieuwe stijl schilderde.
Hij schilderde aanvankelijk stillevens en interieurs. Vanaf het begin van de jaren dertig tot 1955 schilderde hij hoofdzakelijk landschappen en daarna besloot hij geen menselijke figuren meer te schilderen, maar zich te beperken tot stillevens. Het laatste deel van zijn carrière werkte hij zeer traditioneel, zowel in onderwerp als in techniek.
Hij was ondertussen een gevestigd en erkend schilder geworden, een goede vriend van bijvoorbeeld James Ensor, en hij werd bekleed met talrijke onderscheidingen. Gedurende zijn verder carrière nam hij deel aan talrijke tentoonstellingen in binnen- en buitenland en aan overzichtstentoonstellingen zoals in Evere (1955), Galerie Albert l (1952) en Galerie de Vuyst Lokeren (1975). Hij werd herhaalde keren geportretteerd, onder andere door Albert Cels en Philibert Cox.
Hij bleef actief tot zijn overlijden op 8 oktober 1981, op 95-jarige leeftijd.

## Erkenningen
- 1935: Gouden medaille op de wereldtentoonstelling van Brussel.
- 1938: Benoeming tot lid van de Commissie van het Museum voor Moderne Kunst in Brussel.
- 1953: Deelname aan de tweede biënnale van de schilderkunst in Menton en erkend als "Doyen et précurseur du groupe international des Peintres de la réalisme".
- 1971: Europaprijs van de stad Oostende.
- 1972: Gouden medaille van de Internationale Academie van Rome.
- 1973: Lid van de Koninklijke Academie van Wetenschappen, Letteren en Schone Kunsten van België.
- In 1977 werd in de Koninklijke Musea voor Schone Kunsten in Brussel een overzichtstentoonstelling "Hulde aan Jos Albert" georganiseerd.[13]
- In 1980 was hij als enige Belgische schilder vertegenwoordigd op de tentoonstelling “Les Réalismes” in het Centre Pompidou, waar het magisch realisme een vooraanstaande plaats kreeg.  Hij was er vertegenwoordigd met zijn werk “Familieportret” van 1928.

## Jos Albertprijs
In 1981, het jaar van zijn dood, werd de jaarlijkse “Jos Albertprijs” in het leven geroepen als aanmoediging van beeldende kunstenaars met een figuratief karakter in België of een land van de Europese Unie. 

## Musea
- Stedelijk Museum voor Schone Kunsten van Elsene "Groot Interieur"  https://www.beauxarts.com/expos/pepites-dart-belge/[14]
- Museum van Grenoble, Stilleven met vis, 1922, https://www.museedegrenoble.fr/oeuvre/4374/1922-nature-morte.htm
- Koninklijke Musea voor Schone Kunsten van België, https://fine-arts-museum.be/nl/de-collectie/artist/albert-jos-1

1. Overvloed, 1925
2. De moestuin, 1927
3. Portret van René Lyr, 1928
4. Avondschemering in Brabant (1939)

- Museum Belvédère, Heerenveen-Oranjewoud: Landschap (1920) https://collectie.museumbelvedere.nl/app/kunstwerken/landschap/490
- Koninklijk Museum voor Schone Kunsten Antwerpen (KMSA): Stilleven https://kmska.be/nl/meesterwerk/stilleven-8
- Museum voor Schone kunsten Gent: Brabants Landschap (1929) https://www.mskgent.be/collectie/1929-y
- Musée L (Musée Universitaire de Louvain-la-Neuven): De raaf (1935-1945) https://museel.be/fr/exposition/une-passion-pour-lart-belge

Kröller-Müller Museum Otterlo:  1.Stilleven (1923) 2.Interieur (1924) https://krollermuller.nl/joseph-albert-stilleven
- Bibliothèque nationale de France: cb12223021w (data)
- Gemeinsame Normdatei: 129787744
- International Standard Name Identifier: 0000 0000 2857 0727
- Library of Congress Control Number: n90727469
- Nationale Bibliotheek van Israël: 987009348838905171
- Nederlandse Thesaurus van Auteursnamen: 070267960
- RKD-Nederlands Instituut voor Kunstgeschiedenis: 912
- Système universitaire de documentation: 030908507
- Union List of Artist Names: 500124777
- Virtual International Authority File: 28159952
- WorldCat: E39PBJvXhhbRyPWK4G6T7YHt8C